# Марта Фрага
Марта Фрага (ісп. Marta Fraga; нар. 4 лютого 1985) — колишня іспанська тенісистка.
Найвищу одиночну позицію світового рейтингу — 270 місце досягла 11 жовтня 2004, парну — 342 місце — 29 листопада 2004 року.
Здобула 9 одиночних та 9 парних титулів.

## Юніорські фінали турнірів Великого шолома

### Парний розряд (1–0)
| Результат | Рік  | Турнір                               | Покриття | Партнерка               | Суперниці                                 | Рахунок  |
| --------- | ---- | ------------------------------------ | -------- | ----------------------- | ----------------------------------------- | -------- |
| Перемога  | 2003 | Відкритий чемпіонат Франції з тенісу | Ґрунт    | Адріана Гонсалес-Пеньяс | Катержина Богмова (1986) Міхаелла Крайчек | 6–0, 6–3 |

## Фінали ITF
| турніри $100,000 |
| турніри $75,000  |
| турніри $50,000  |
| турніри $25,000  |
| турніри $10,000  |

### Одиночний розряд: 13 (9–4)
| Результат | Ранг | Дата              | Турнір                          | Покриття | Суперниця                | Рахунок          |
| --------- | ---- | ----------------- | ------------------------------- | -------- | ------------------------ | ---------------- |
| Перемога  | 1.   | 25 листопада 2001 | ITF Майорка, Іспанія            | Ґрунт    | Адріана Гонсалес-Пеньяс  | 0–6, 6–2, 6–3    |
| Поразка   | 2.   | 17 лютого 2002    | Vilamoura, Португалія           | Тверде   | Сусанне Трік             | 7–6(5), 4–6, 2–6 |
| Перемога  | 3.   | 27 жовтня 2002    | Севілья, Іспанія                | Ґрунт    | Івана Вишич              | 7–5, 6–4         |
| Перемога  | 4.   | 2 березня 2003    | Гран-Канарія, Іспанія           | Ґрунт    | Сільвія Дісдері          | 6–3, 7–5         |
| Поразка   | 5.   | 11 травня 2003    | Тортоса, Іспанія                | Ґрунт    | Адріана Гонсалес-Пеньяс  | 2–6, 6–4, 3–6    |
| Перемога  | 6.   | 13 липня 2003     | Гечо, Іспанія                   | Ґрунт    | Адріана Гонсалес-Пеньяс  | w/o              |
| Поразка   | 7.   | 31 серпня 2003    | Коїмбра, Португалія             | Тверде   | Адріана Гонсалес-Пеньяс  | 4–6, 3–6         |
| Перемога  | 8.   | 28 вересня 2003   | Мурсія, Іспанія                 | Ґрунт    | Пілар Ескандель-Планельс | 1–6, 6–2, 6–2    |
| Перемога  | 9.   | 23 листопада 2003 | Барселона, Іспанія              | Ґрунт    | Ана Іванович             | 6–4, 5–7, 6–4    |
| Поразка   | 10.  | 21 березня 2004   | Рим, Італія                     | Ґрунт    | Лурдес Домінгес Ліно     | 1–6, 2–6         |
| Перемога  | 11.  | 3 травня 2004     | Тортоса, Іспанія                | Ґрунт    | Клаудія Хорда-Фернандес  | 6–4, 6–4         |
| Перемога  | 12.  | 10 травня 2004    | Монсон, Іспанія                 | Тверде   | Аліенор Трісеррі         | 6–0, 6–4         |
| Перемога  | 13.  | 23 травня 2004    | Санта-Крус-де-Тенерифе, Іспанія | Тверде   | Нурія Ройг               | 7–5, 6–2         |

### Парний розряд: 14 (9–5)
| Результат | Ранг | Дата              | Турнір                   | Покриття | Партнерка                  | Суперниці                                          | Рахунок       |
| --------- | ---- | ----------------- | ------------------------ | -------- | -------------------------- | -------------------------------------------------- | ------------- |
| Поразка   | 1.   | 17 лютого 2002    | ITF Віламора, Португалія | Тверде   | Ліана Унгур                | Макі Арай Ремі Тедзука                             | 2–6, 5–7      |
| Перемога  | 2.   | 12 травня 2002    | Тортоса, Іспанія         | Ґрунт    | Марія Хосе Санчес Алаєто   | Адріана Гонсалес-Пеньяс Габріела Веласко Андреу    | 7–5, 6–1      |
| Перемога  | 3.   | 14 липня 2002     | Гечо, Іспанія            | Ґрунт    | Марія Хосе Санчес Алаєто   | Неуза Сілва Ірена Носенко                          | 6–3, 6–4      |
| Перемога  | 4.   | 15 вересня 2002   | Мадрид, Іспанія          | Ґрунт    | Адріана Гонсалес-Пеньяс    | Марія Хосе Санчес Алаєто Марія Пілар Санчес Алаєто | 6–3, 6–0      |
| Поразка   | 5.   | 22 вересня 2002   | Барселона, Іспанія       | Ґрунт    | Адріана Гонсалес-Пеньяс    | Фредеріка Пієдаде Івета Герлова                    | 4–6, 4–6      |
| Перемога  | 6.   | 2 березня 2003    | Гран-Канарія, Іспанія    | Ґрунт    | Марія Хосе Санчес Алаєто   | Лурдес Домінгес Ліно Маріам Рамон Клімент          | 2–6, 7–5, 6–3 |
| Поразка   | 7.   | 13 липня 2003     | Гечо, Іспанія            | Ґрунт    | Адріана Гонсалес-Пеньяс    | Сабіна Медіано-Альварес Габріела Веласко Андреу    | w/o           |
| Перемога  | 8.   | 10 серпня 2003    | Віго, Іспанія            | Тверде   | Марія Пілар Санчес Алаєто  | Раїса Гуревич Іванна Ісраїлова                     | w/o           |
| Перемога  | 9.   | 26 жовтня 2003    | Севілья, Іспанія         | Ґрунт    | Адріана Гонсалес-Пеньяс    | Катя Сабате-Орера Нурія Санчес Гарсія              | 5–7, 6–3, 6–1 |
| Перемога  | 10.  | 23 листопада 2003 | Барселона, Іспанія       | Ґрунт    | Адріана Гонсалес-Пеньяс    | Нурія Ройг Юлія Вакуленко                          | 6–3, 6–3      |
| Перемога  | 11.  | 3 травня 2004     | Тортоса, Іспанія         | Ґрунт    | Нурія Санчес Гарсія        | Катя Сабате-Орера Естрелья Кабеса Кандела          | 4–6, 6–4, 6–4 |
| Поразка   | 12.  | 6 вересня 2004    | Мадрид, Іспанія          | Тверде   | Кільдін Шевальє            | Ганна Ноні Емма Лайне                              | 3–6, 6–7(3)   |
| Перемога  | 13.  | 18 лютого 2006    | Майорка, Іспанія         | Ґрунт    | Лаура Торп                 | Естрелья Кабеса Кандела Нурія Ройг                 | 6–4, 7–5      |
| Поразка   | 14.  | 26 березня 2006   | ITF Сабадель, Іспанія    | Тверде   | Марія Хосе Мартінес Санчес | Естрелья Кабеса Кандела Нурія Ройг                 | 1–6, 1–6      |